# The Royal Fusiliers
The Royal Fusiliers é um corpo de soldados do exército britânico criado por James II em 1685. Era conhecido como o 7 º Regimento de Infantaria até 1881.

## Nomenclatura
O regimento tornou-se o 7 º Regimento de Infantaria (Fuzileiros Reais) em 1751, apesar de uma variedade de grafias da palavra "fuzileiro" persistiu até a década de 1780, quando a ortografia moderna foi formalizada. Em 1881, de acordo com as reformas Childers quando os números regimentais foram abolidos o regimento tornou-se Fuzileiros Reais.